# 東德國家男子籃球隊
東德國家男子籃球隊是東德的國家男子籃球隊。自1957年開始，東德連續六次參加歐洲籃球錦標賽。但東德從未參加過奧運會和世界籃球錦標賽的比賽。在1990年之後，東德國家男子籃球隊被合併入德國國家男子籃球隊。